# Annalisa Wenström
Annalisa Wenström, Anna Lisa Wenström, född 6 juni 1930 i Vimmerby, död 28 september 1964 i Råsunda, var en  svensk skådespelare.

## Filmografi
- 1944 - Hemsöborna - flicka
- 1949 - Skolka skolan - skolflicka i Stockholm
- 1951 - Biffen och Bananen - åskådare
- 1951 - Varning för staden
- 1952 - Blondie, Biffen och Bananen - dansande på restaurangen
- 1952 - Trots - postkassörskan
- 1953 - Flickan från Backafall - servitris
- 1953 - Ogift fader sökes - sköterska
- 1955 - Ute blåser sommarvind - Pelles danspartner
- 1958 – Laila - Kari